# فرد بلاكبيرن
فرد بلاكبيرن (بالإنجليزية: Fred Blackburn)‏ (1879 ببلاكبرن في المملكة المتحدة - 13 مارس 1951) هو لاعب كرة قدم بريطاني (وحمل سابقاً جنسية المملكة المتحدة لبريطانيا العظمى وأيرلندا) في مركز جناح ‏. لعب مع بلاكبيرن روفرز ووست هام يونايتد.

## وصلات خارجية
- فرد بلاكبيرن على موقع ناشيونال فوتبول تيمز (الإنجليزية)